# Auguste Simon Taton
Pour les articles homonymes, voir Taton.
Auguste Simon Taton (25 janvier 1914-27 octobre 1989) est un botaniste belge qui a travaillé principalement au Congo belge en Afrique (maintenant connu sous le nom de République démocratique du Congo).

## Biographie
Il est né à Jemeppe-sur-Meuse, maintenant une partie de Seraing, en Belgique. Taton est diplômé de l'Institut agronomique de Gembloux en 1937 et a servi dans l'armée du 25 août 1937 au 25 février 1939. De 1941 à 1945, il a servi comme associé à l'Institut de Parcs nationaux du Congo belge pour l'identification des spécimens d'herbier recueillis dans le parc national Albert, maintenant connu comme Parc national des Virunga. En novembre 1945, il est devenu l'assistant à la Division de botanique à l'INEAC (Institut national pour l'étude agronomique au Congo belge). En 1952, il a poursuivi ses études aux États-Unis à l'Université de Wisconsin-Madison et à l'Université du Massachusetts à Amherst, en prenant des cours d'agrostologie (étude des graminées).
De septembre 1956 à février 1961, Taton était le chef de la station de l'INEAC au Kivu. Pendant son séjour en République démocratique du Congo, il a collecté 1 624 spécimens d'herbier, qu'il a déposés au Jardin botanique de l'État à Bruxelles et à Yangambi. À partir de juillet 1961, Taton a travaillé sur la flore de la République démocratique du Congo, du Rwanda et du Burundi à l'Institut belge pour l'encouragement de la recherche scientifique d'outre-mer et puis au ministère belge de l'Éducation et de la Culture.
D'avril 1963 à juin 1966, Taton a été employé par l'Organisation des Nations unies pour l'alimentation et l'agriculture en tant que représentant au Kivu et à Kinshasa, puis plus tard placé sur une mission d'agrostologie au Maroc. Au Maroc, il a collecté près de 450 spécimens d'herbier, dont seulement 51 ont atteint le Jardin botanique national de Belgique, le reste étant perdu en transit. Il a ensuite continué à travailler sur son traitement de la flore de la République démocratique du Congo, du Rwanda et du Burundi, rebaptisée Flore d'Afrique Centrale en 1972. En juillet 1971, il a été promu chef de la section Dialypétales-Sympétales du Département Spermatophytes-Ptéridophytes au Jardin botanique national de Belgique.
Taton a pris sa retraite le 1er février 1979, mais il a continué à collaborer sur des études sur la flore de l'Afrique centrale jusqu'à sa mort le 27 octobre 1989 à son domicile à Wezembeek-Oppem.

## Vie familiale
Taton a été marié en 1944 et a eu trois enfants. Au moment de sa mort, il avait neuf petits-enfants.

## Distinctions
Taton a reçu deux récompenses pour son travail de biologiste
- 1955 : Médaille d'or, Ordre Royal du Lion
- 1982 : Prix E. Laurent, Académie royale de Belgique